# 1827年古典音樂
本頁面是1827年間古典音樂事件（含相關話題）的紀錄頁。

## 逝世人物

### 3月
- 26日：德意志作曲家路德維希·范·貝多芬，享年56。